# Arte e Vida (1904)
Arte e Vida: Revista d’arte, crítica e ciência, foi uma revista publicada em Coimbra entre 1904 e 1906, que  teve como diretores Manuel de Sousa Pinto e João de Barros. A sua grande  proposta consistia em “semear a nossa aspiração duma Vida mais consciente e mais bela” em que todos “possam buscar nas sensações elevadas um refrigério calmo, quando a Arte se torne um mais intenso agente da Vida”. Na vasta lista de colaboradores figuram alguns ilustres da época como: Teófilo Braga, Tomás da Fonseca, Afonso Lopes Vieira, Homem Cristo, Alfredo Pimenta, João de Deus Ramos, António Patrício, Câmara Reis, Cândido Guerreiro, Joaquim Manso, Júlio Brandão, Manuel da Silva Gaio, Manuel Laranjeira, Manuel Teixeira Gomes, Nunes Claro, Teixeira de Queirós, e Utra Machado. A componente plástica focou a cargo de Cristiano de Carvalho e de Roque Gameiro.